# Regno di Dublino
I Vichinghi invasero il territorio attorno alla città di Dublino (Irlanda) nel IX secolo, creandovi un principato il cui territorio corrispondeva per lo più all'attuale contea di Dublino. I regnanti scandinavi di Dublino furono spesso anche co-regnanti e a volte sovrani di Jorvik, nell'odierna Inghilterra. La regione fu conosciuta col nome vichingo di Dyflin (pronuncia dyoov-lin), per poi diventare Dubh Linn nell'irlandese antico e infine Dublino in quello moderno.

## Storia
Nel 988, il Re supremo d'Irlanda Mael Seachlainn II guidò il suo popolo alla riconquista di Dublino. Per questa ragione la fondazione di Dublino viene datata nel 988, sebbene un villaggio esistesse in quel sito da un centinaio d'anni prima della conquista romana della Britannia.
Mael Seachlainn II fu detronizzato da Brian Boru (1002-1014) e i Norvegesi ne approfittarono per riconquistare i possedimenti perduti. Il dominio irlandese sull'area di Dublino fu ristabilito nella metà dell'XI secolo coi re di Leinster, anche se la città vera e propria ebbe un re norvegese fino all'invasione dei Normanni nel 1171.
Alla metà dell'XI secolo, il Regno di Leinster iniziò ad esercitare influenza su Dublino.
L'ultimo re di Dublino fu ucciso durante l'invasione normanna dell'Irlanda nel 1171. La popolazione della città mantenne una comunque una propria identità distinta dal resto dell'Isola per alcune generazioni.

### Fonti
- Annali dell'Ulster
- Annali frammentari d'Irlanda
- Cogad Gáedel re Gallaib
- Cronaca degli Scoti
- Ragnars saga Loðbrókar, saga di Ragnarr, continuazione della Saga dei Völsungar, anonimo del XIII secolo.
- Ragnarssona þáttr, saga dei figli Ragnarr, anonimo del XIII secolo.

### Studi
- Downham C. (2007), Viking Kings of Britain and Ireland : The Dynasty of Ívarr to A.D. 1014, Edimburgo, Dunedin Academic Press, ISBN 978-1-903765-89-0.
- Forte A., Oram R., Pedersen F (2005), Viking Empires, Cambridge University Press, ISBN 0-521-82992-5.
- Holman K (2007), The Northern Conquest : Vikings in Britain and Ireland, Oxford, Signal.
- Hudson BT (2005), Viking Pirates and Christian Princes: Dynasty, Religion, and Empire in the North Atlantic, Oxford.
- Ó Corráin D (1997), Ireland, Wales, Man and the Hebrides, in Sawyer P [a cura di] (1997), The Oxford Illustrated History of the Vikings, Oxford University Press, ISBN 0-19-285434-8,
- Ó Corráin D. (1998), The Vikings in Scotland and Ireland in the Ninth Century, in Peritia, 12: 296–339.
- Ó Cróinín D. (1995), Early Medieval Ireland 400–1200, Londra, Longman, ISBN 0-582-01565-0.
- Valante M.A. (2008), The Vikings in Ireland: Settlement, Trade, and Urbanization, Four Courts.
- Woolf A. (2002), Age of Sea-Kings: 900-1300, in Donald O [a cura di] (2002), The Argyll Book, Edimburgo, Birlinn, pp. 94–109.
- Woolf A. (2007), From Pictland to Alba, 789–1070, in The New Edinburgh History of Scotland, Edinburgh University Press, ISBN 978-0-7486-1234-5.